# Alpicat
Alpicat est une commune de la province de Lérida, en Catalogne, en Espagne, de la comarque de Segrià.

## Sports
- Hoquei Club Alpicat, club de rink hockey.